# Shtiqen
Shtiqen là một xã trong quận Kukës thuộc hạt Kukës, Albania. Dân số năm 2005 là 3840 người.